# Мурашов, Михаил Николаевич
Михаил Николаевич Мурашов (27 октября 1973 года, Москва, СССР) — российский футболист, защитник.

## Клубная карьера
Воспитанник московского «Торпедо». 25 октября 1992 года дебютировал в чемпионате России, в матче против ставропольского «Динамо» отыграл весь матч. 4 ноября 1992 года на 77-й минуте забил свой первый гол за «Торпедо» в матче 1/16 Кубка УЕФА против мадридского «Реала», который оказался победным. 8 июля 1995 года забил первый гол в чемпионате России, в матче против нижегородского «Локомотива» на 20-й минуте матча. В 1997 году перешёл в «Ростов», но так и не сыграл ни одного матча. С 1998 по 2002 год играл за команды Первого дивизиона «Томь», «Арсенал Тула», «Торпедо-Виктория» и «Химки». С 2002 года выступал за команды низших дивизионов России.
В 2014 году тренировал московский «Солярис».